# Список лінійних крейсерів США
Список лінійних крейсерів США — перелік лінійних крейсерів , які перебували на озброєнні Військово-морських сил США.

## Лінійні крейсери США
Позначення
| № з/п                              | Бортовий номер | Зображення | Назва            | Водотоннажність | Закладений                                | Спущено на воду                                                                    | Введено в експлуатацію                                                             | Статус                                                                             | Прим.                                                                                  |
| ---------------------------------- | -------------- | ---------- | ---------------- | --------------- | ----------------------------------------- | ---------------------------------------------------------------------------------- | ---------------------------------------------------------------------------------- | ---------------------------------------------------------------------------------- | -------------------------------------------------------------------------------------- |
| Лінійні крейсери типу «Лексінгтон» |                |            |                  |                 |                                           |                                                                                    |                                                                                    |                                                                                    |                                                                                        |
| 1                                  | CC-1           |            | «Лексінгтон»     | 45 354 тонни    | 8 січня 1921                              | 3 жовтня 1925                                                                      | 14 грудня 1927                                                                     | 8 травня 1942 року затоплений в битві в Кораловому морі                            | З 1 липня 1922 року, на стадії готовності 24,2 % був перебудований на авіаносець флоту |
| 2                                  | CC-2           |            | «Констеллейшн»   | 45 354 тонни    | 8 серпня 1920                             | 17 серпня 1923 року будівництво завершено; розібраний на брухт                     | 17 серпня 1923 року будівництво завершено; розібраний на брухт                     | 17 серпня 1923 року будівництво завершено; розібраний на брухт                     | 17 серпня 1923 року будівництво завершено; розібраний на брухт                         |
| 3                                  | CC-3           |            | «Саратога»       | 45 354 тонни    | 25 вересня 1920                           | 7 квітня 1925                                                                      | 16 листопада 1927                                                                  | 25 липня 1946 року потоплений при проведенні операції «Кросроудс»                  | З 1 липня 1922 року, на стадії готовності 28 % був перебудований на авіаносець флоту   |
| 4                                  | CC-4           |            | «Рейнджер»       | 45 354 тонни    | 8 серпня 1920                             | 17 серпня 1923 року будівництво завершено; 8 листопада 1923 року проданий на брухт | 17 серпня 1923 року будівництво завершено; 8 листопада 1923 року проданий на брухт | 17 серпня 1923 року будівництво завершено; 8 листопада 1923 року проданий на брухт | 17 серпня 1923 року будівництво завершено; 8 листопада 1923 року проданий на брухт     |
| 5                                  | CC-5           |            | «Констит'юшн»    | 45 354 тонни    | 25 вересня 1920                           | 17 серпня 1923 року будівництво завершено, проданий на брухт                       | 17 серпня 1923 року будівництво завершено, проданий на брухт                       | 17 серпня 1923 року будівництво завершено, проданий на брухт                       | 17 серпня 1923 року будівництво завершено, проданий на брухт                           |
| 6                                  | CC-6           |            | «Юнайтед Стейтс» | 45 354 тонни    | 25 вересня 1920                           | 17 серпня 1923 року будівництво завершено, проданий на брухт                       | 17 серпня 1923 року будівництво завершено, проданий на брухт                       | 17 серпня 1923 року будівництво завершено, проданий на брухт                       | 17 серпня 1923 року будівництво завершено, проданий на брухт                           |
| Лінійні крейсери типу «Аляска»     |                |            |                  |                 |                                           |                                                                                    |                                                                                    |                                                                                    |                                                                                        |
| 7                                  | CB-1           |            | «Аляска»         | 34 803 тонни    | 17 грудня 1941                            | 15 серпня 1943                                                                     | 17 червня 1944                                                                     | 30 червня 1961 року проданий на брухт                                              |                                                                                        |
| 8                                  | CB-2           |            | «Гуам»           | 34 803 тонни    | 2 лютого 1942                             | 12 листопада 1943                                                                  | 17 вересня 1944                                                                    | 30 червня 1961 року проданий на брухт                                              |                                                                                        |
| 9                                  | CB-3           |            | «Гаваї»          | 34 803 тонни    | 20 грудня 1943                            | 3 листопада 1945                                                                   |                                                                                    | 15 квітня 1959 року проданий на брухт                                              | До строю не введений                                                                   |
| 10                                 | CB-4           |            | «Філіппіни»      | 34 803 тонни    | 24 червня 1923 року будівництво скасовано | 24 червня 1923 року будівництво скасовано                                          | 24 червня 1923 року будівництво скасовано                                          | 24 червня 1923 року будівництво скасовано                                          | 24 червня 1923 року будівництво скасовано                                              |
| 11                                 | CB-5           |            | «Пуерто-Рико»    | 34 803 тонни    | 24 червня 1923 року будівництво скасовано | 24 червня 1923 року будівництво скасовано                                          | 24 червня 1923 року будівництво скасовано                                          | 24 червня 1923 року будівництво скасовано                                          | 24 червня 1923 року будівництво скасовано                                              |
| 12                                 | CB-6           |            | «Самоа»          | 34 803 тонни    | 24 червня 1923 року будівництво скасовано | 24 червня 1923 року будівництво скасовано                                          | 24 червня 1923 року будівництво скасовано                                          | 24 червня 1923 року будівництво скасовано                                          | 24 червня 1923 року будівництво скасовано                                              |